# Fuchs Petrolub
Fuchs Petrolub SE er en tysk multinational producent af smøremiddel og relaterede produkter.
Virksomhedens hovedkvarter er i Mannheim, hvor den blev etableret i 1931.